# Wizardry
 (mars 2020).
Si vous disposez d'ouvrages ou d'articles de référence ou si vous connaissez des sites web de qualité traitant du thème abordé ici, merci de compléter l'article en donnant les références utiles à sa vérifiabilité et en les liant à la section « Notes et références ».
Wizardry est une série de jeux de rôle sur ordinateur qui furent très populaires sur Apple II dans les années 1980,.

## Historique
Wizardry débuta comme simple dungeon crawler et fut écrit par Andrew Greenberg et Robert Woodhead alors qu'ils étaient étudiants à l'université Cornell ; le jeu fut publié par la société Sir-Tech.
Les quatre premiers épisodes furent codés en Pascal Apple et furent portés sur différentes plateformes simplement en implémentant ce langage sur les machines désirées.
David W. Bradley continua le développement de la série après le quatrième épisode, enrichit son scénario et augmenta sa complexité (Robert Woodhead fonda la société d'importation d'anime Animeigo tandis qu'Andrew Greenberg devint un avocat spécialisé dans la propriété intellectuelle).
Les premiers épisodes de Wizardry se révélèrent être des succès, étant par ailleurs les premières incarnations réellement graphiques du jeu de rôle Donjons et Dragons sur ordinateur.
En 2024, un remake du premier opus de la série sort sur Steam.

## La série
Wizardry compte 8 épisodes :
1. Wizardry: Proving Grounds of the Mad Overlord (1981) – Le donjon du suzerain hérétique en français
2. Wizardry II: The Knight of Diamonds (1982) – Le chevalier de diamant
3. Wizardry III: Legacy of Llylgamyn (1983) – L’Héritage de Llylgamyn
4. Wizardry IV: The Return of Werdna (1986)
5. Wizardry V: Heart of the Maelstrom (1988)
6. Wizardry VI: Bane of the Cosmic Forge (1990)
7. Wizardry VII: Crusaders of the Dark Savant (1992) (redéveloppé, puis publié sous le nom Wizardry Gold en 1996)
8. Wizardry 8 (2001)

Les trois premiers et les trois derniers jeux forment deux trilogies.

## La série au Japon
La popularité de Wizardry au Japon conduisit à la création de plusieurs anime (sous la forme d'OAV) et de plusieurs suites, dérivés ou ports sur différentes consoles. La plupart n'ont jamais été publiés en dehors de l'archipel.
1. Wizardry I (MSX, NES, Game Boy Color, WonderSwan Color, téléphone mobile)
2. Wizardry II (MSX, NES, Game Boy Color)
3. Wizardry I & II (PC Engine Super CD)
4. Wizardry III (MSX, NES, Game Boy Color)
5. Wizardry III & IV (PC Engine Super CD)
6. Wizardry V (SNES, PC Engine Super CD)
7. Wizardry VI (SNES)
8. Wizardry VI & VII (Saturn)
9. Wizardry VII (PlayStation)
10. Wizardry Gaiden (Game Boy)
11. Wizardry Gaiden 2 (Game Boy)
12. Wizardry Gaiden 3 (Game Boy)
13. Wizardry Gaiden 4 (SNES)
14. Wizardry Nemesis (Windows, Saturn)
15. Wizardry: Llylgamyn Saga(Windows, PlayStation, Saturn)
16. Wizardry: New Age of Llylgamyn (PlayStation)
17. Wizardry: Dimguil (PlayStation)
18. Wizardry Empire (PlayStation, Game Boy Color)
19. Wizardy Empire II: Fukkatsu no Tsue (PlayStation, Game Boy Color)
20. Wizardry Empire III (PlayStation 2)
21. Wizardry Chronicle (Windows)
22. Wizardry Summoner (Game Boy Advance)
23. Wizardry: Tale of the Forsaken Land (Wizardry Busin au Japon) (PlayStation 2)
24. Busin 0: Wizardry Alternative Neo (PlayStation 2)
25. Wizardry Traditional (Téléphone mobile)
26. Wizardry Traditional 2 (Téléphone mobile)
27. Wizardry Xth (PlayStation 2)

## Anime
- Wizardry (1991)

## Descendance
Wizardry a inspiré de nombreux clones et a servi de base pour de nombreux jeux de rôles sur ordinateur. Parmi les séries dont l'apparence et la jouabilité est liée à Wizardry, on peut citer The Bard's Tale et Might and Magic.